# Bentanat II
Bentanat II, (bnt ant « Fille d'Anat ») est une reine d'Égypte de la XIXe dynastie.

## Généalogie
Bentanat est la fille de Ramsès II et Bentanat Ire.
Cette fille apparaît par deux fois sur les représentations dans la tombe QV71 de la vallée des Reines de Bentanat Ire, sans toutefois y être explicitement nommée.
Seul est visible son titre de « Fille du Roi engendrée par lui ». 
Selon quelques égyptologues, dont Christiane Desroches Noblecourt et Joyce Anne Tyldesley, cette princesse épousera son oncle, le pharaon Mérenptah, le fils et successeur de Ramsès II. 
Cette hypothèse repose sur la découverte d'une statue de ce pharaon à Louxor, qui mentionne La Grande Épouse Royale Bentanat, Sœur du Roi, Fille du Roi, qui est, sûrement, cette Bentanat (II), car il est peu probable que Bentanat Ire se soit remariée avec Mérenptah alors qu'entre eux il devrait y avoir au moins vingt ans d'écart. 
Cependant d'autres spécialistes, comme Christian Leblanc, réfutent cette proposition.
Il se pourrait en effet que Mérenptah ait usurpé cette statue à son père et que la Bentanat représentée soit en réalité Bentanat Ire, qui sur les reliefs du Gebel Silsileh possède un cartouche très semblable à celui prêtée à Bentanat II ce qui remettrait son existence en doute.
Il faut aussi souligner qu'à ce jour aucune autre trace archéologique n'a été trouvée mentionnant cette princesse fille de Bentanat Ire.